# بروكلاون (نيوجيرسي)
بروكلون (بالإنجليزية: Brooklawn borough, New Jersey)، هي بلدة في مقاطعة كامدن بولاية نيو جيرسي الأمريكية. ووفقًا لتعداد الولايات المتحدة لعام 2020، بلغ عدد سكان البلدة 1,815 نسمة، ما يمثل انخفاضًا بمقدار 140 نسمة (−7.2%) مقارنة بتعداد عام 2010 الذي سجّل 1,955 نسمة، والذي كان بدوره انخفاضًا بمقدار 399 نسمة (−16.9%) عن تعداد عام 2000 الذي بلغ 2,354 نسمة.
تأسست بروكلون كبلدة في 11 مارس 1924 من أجزاء من بلدة سنتر تاونشيب التي لم تعد قائمة حاليًا، وذلك بناءً على نتائج استفتاء أُجري في 5 أبريل 1924. وقد أعيد تأسيس البلدة رسميًا في 23 مارس 1926. ويعود اسم البلدة إلى موقعها وطبيعتها المحيطة.

## التركيبة السكانية
حدّد مكتب تعداد الولايات المتحدة بيانات التركيبة السكانية لبروكلاون في تعداد الولايات المتحدة. في ما يلي، التركيبة السكانية حسب تعدادي 2000 و2010.

### تعداد عام 2000
بلغ عدد سكان بروكلاون 2,354 نسمة بحسب تعداد عام 2000، وبلغ عدد الأسر 961 أسرة وعدد العائلات 601 عائلة مقيمة في المنطقة السكنية. في حين سجلت الكثافة السكانية 1,718.2 نسمة لكل كيلومتر مربع (4,450.1/ميل2). وبلغ عدد الوحدات السكنية 1,025 وحدة بمتوسط كثافة قدره 748.2 لكل كيلومتر مربع (1,937.8/ميل2).
وتوزع التركيب العرقي للمنطقة السكنية بنسبة 90.27% من البيض و4.29% من الأمريكيين الأفارقة و0.08% من الأمريكيين الأصليين و1.06% من الأمريكيين ذوي الأصول الآسيوية و2.38% من الأعراق الأخرى و1.91% من عرقين مختلطين أو أكثر و4.72% من الهسبانيون أو اللاتينيون من أي عرق.
بلغ عدد الأسر 961 أسرة كانت نسبة 35.9% منها لديها أطفال تحت سن الثامنة عشر تعيش معهم، وبلغت نسبة الأزواج القاطنين مع بعضهم البعض 41.8% من أصل المجموع الكلي للأسر، ونسبة 16.4% من الأسر كان لديها معيلات من الإناث دون وجود شريك، بينما كانت نسبة 4.3% من الأسر لديها معيلون من الذكور دون وجود شريكة وكانت نسبة 37.5% من غير العائلات. تألفت نسبة 30.9% من أصل جميع الأسر من عدة أفراد يعيشون في نفس المنزل ونسبة 12.7% كانت تتألف من شخص يعيش بمفرده يبلغ من العمر 65 عاماً أو أكثر. وبلغ متوسط حجم الأسرة المعيشية 2.45، أما متوسط حجم العائلات فبلغ 3.09.
بلغ العمر الوسطي للسكان 35.2 عاماً. وكانت نسبة 25.8% من القاطنين تحت سن الثامنة عشر، وكانت نسبة 8.8% بين الثامنة عشر والرابعة والعشرين عاماً، ونسبة 32.3% كانت واقعةً في الفئة العمرية ما بين الخامسة والعشرين والرابعة والأربعين عاماً، ونسبة 19.9% كانت ما بين الخامسة والأربعين والرابعة والستين، ونسبة 13.1% كانت ضمن فئة الخامسة والستين عاماً فما فوق. يوجد لكل 100 أنثى 89.0 ذكر، ويوجد لكل 100 أنثى في الثامنة عشر من عمرها فما فوق 83.9 ذكر.
بلغ متوسط دخل الأسرة في المنطقة السكنية 39,600 دولارًا، أما متوسط دخل العائلة فبلغ 47,891 دولارًا. وكان متوسط دخل الذكور 36,190 دولارًا مقابل 26,591 دولارًا للإناث. وسجل دخل الفرد الخاص بالمنطقة السكنية 18,295 دولارًا. وكانت نسبة 6.1% من العائلات ونسبة 7.3% من السكان تحت خط الفقر، وكان من هؤلاء نسبة 12.3% تحت سن الثامنة عشر ونسبة 4% في الخامسة والستين من العمر وما فوق.

### تعداد عام 2010
بلغ عدد سكان بروكلاون 1,955 نسمة بحسب تعداد عام 2010، وبلغ عدد الأسر 759 أسرة وعدد العائلات 516 عائلة مقيمة في المنطقة السكنية. في حين سجلت الكثافة السكانية 1,427 نسمة لكل كيلومتر مربع (3,695.9/ميل2). وبلغ عدد الوحدات السكنية 806 وحدة بمتوسط كثافة قدره 588.3 لكل كيلومتر مربع (1,523.7/ميل2).
وتوزع التركيب العرقي للمنطقة السكنية بنسبة 87.88% من البيض و5.32% من الأمريكيين الأفارقة و0.10% من الأمريكيين الأصليين و2.20% من الأمريكيين ذوي الأصول الآسيوية و2.05% من الأعراق الأخرى و2.46% من عرقين مختلطين أو أكثر و6.29% من الهسبانيون أو اللاتينيون من أي عرق.
بلغ عدد الأسر 759 أسرة كانت نسبة 34.3% منها لديها أطفال تحت سن الثامنة عشر تعيش معهم، وبلغت نسبة الأزواج القاطنين مع بعضهم البعض 43% من أصل المجموع الكلي للأسر، ونسبة 18.3% من الأسر كان لديها معيلات من الإناث دون وجود شريك، بينما كانت نسبة 6.7% من الأسر لديها معيلون من الذكور دون وجود شريكة وكانت نسبة 32% من غير العائلات. تألفت نسبة 24.8% من أصل جميع الأسر من عدة أفراد يعيشون في نفس المنزل ونسبة 8.2% كانت تتألف من شخص يعيش بمفرده يبلغ من العمر 65 عاماً أو أكثر. وبلغ متوسط حجم الأسرة المعيشية 2.58، أما متوسط حجم العائلات فبلغ 3.08.
بلغ العمر الوسطي للسكان 36.9 عاماً. وكانت نسبة 23.4% من القاطنين تحت سن الثامنة عشر، وكانت نسبة 8.9% بين الثامنة عشر والرابعة والعشرين عاماً، ونسبة 29.8% كانت واقعةً في الفئة العمرية ما بين الخامسة والعشرين والرابعة والأربعين عاماً، ونسبة 26.7% كانت ما بين الخامسة والأربعين والرابعة والستين، ونسبة 11.2% كانت ضمن فئة الخامسة والستين عاماً فما فوق. وتوزع التركيب الجنسي للسكان بنسبة 48.4% ذكور و51.6% إناث.

## وصلات خارجية
- الموقع الرسمي